# Edith Miller
Edith Jane Miller (* 26. Februar 1875 in Rothsay/Ontario; † 18. Juni 1936 in Gravesend) war eine kanadische Sängerin (Kontraalt).

## Leben
Miller studierte am Toronto Conservatory of Music Gesang (bei Francesco D’Auria) sowie Orgel und Klavier und vervollkommnete ihre Gesangsausbildung später bei Alberto Randegger in London sowie bei Mathilde Marchesi und Jean de Reszke in Paris. Sie trat zunächst in Ontario als Sängerin auf und wurde 1898 Solistin an der New Yorker Bartholomew’s Church. 1905 debütierte sie in England und wurde dort eine erfolgreiche Oratoriensängerin. Sie heiratete 1913 Max Colyer-Fergusson und beendete nach der Geburt eines Kindes 1917 ihre Laufbahn als Sängerin.